# Селигдар
Селигдар — река в Алданском районе Якутии, правый приток Алдана. Устье находится в 1708 км от устья Алдана. Длина реки — 106 км, площадь водосборного бассейна — 1860 км².

## Притоки
Объекты перечислены по порядку от устья к истоку.
- 0,9 км: Курдаттыыр-Юрюйэтэ
- 7,6 км: река без названия
- 19 км: Большой Куранах
- 52 км: Орто-Сала
- 67 км: Звезда
- 70 км: Красный
- 77 км: Кюёллээх
- 83 км: Нууча